# Landtagswahlkreis Ostprignitz-Ruppin I
Der Wahlkreis Ostprignitz-Ruppin I (Wahlkreis 3) ist ein Landtagswahlkreis in Brandenburg. Er umfasst die Städte Neuruppin und Rheinsberg sowie die Gemeinde Fehrbellin und die Ämter Lindow (Mark) und Temnitz, die im Landkreis Ostprignitz-Ruppin liegen. Wahlberechtigt waren bei der letzten Landtagswahl 48.723 Einwohner.

## Landtagswahl 2024
Die Landtagswahl 2024 führte zu folgendem vorläufigen Ergebnis:
| Direktkandidat     | Partei                    | Erststimmen in % | Zweitstimmen in % |
| ------------------ | ------------------------- | ---------------- | ----------------- |
| Ulrike Liedtke     | SPD                       | 34,6             | 31,0              |
| Henry Preuß        | AfD                       | 32,2             | 28,8              |
| Jan Redmann        | CDU                       | 16,6             | 12,7              |
| Bahast Ahmed       | GRÜNE                     | 2,2              | 3,8               |
| Ronny Kretschmer   | Die Linke                 | 5,9              | 3,3               |
| Georg Kamrath      | BVB/FW                    | 5,9              | 2,9               |
| Kerstin Pein       | FDP                       | 1,1              | 0,6               |
| –                  | Tierschutzpartei          | –                | 1,7               |
| Dirk Harder        | Plus (Piraten, ÖDP, Volt) | –                | 0,7               |
| –                  | BSW                       | –                | 13,4              |
| –                  | III. Weg                  | –                | 0,1               |
| –                  | DKP                       | –                | 0,1               |
| Roland Straßberger | DLW                       | 1,5              | 1,7               |
| –                  | WU                        | –                | 0,2               |

## Landtagswahl 2019
Bei der Landtagswahl 2019 traten folgende Parteien und Personen als Direktkandidaten an:
| Direktkandidat      | Partei           | Erststimmen in % | Zweitstimmen in % |
| ------------------- | ---------------- | ---------------- | ----------------- |
| Ulrike Liedtke      | SPD              | 23,6             | 28,2              |
| Sven Deter          | CDU              | 19,7             | 16,7              |
| Ronny Kretschmer    | Die Linke        | 10,6             | 10,5              |
| Gabriele Köhler     | AfD              | 20,0             | 22,1              |
| Wolfgang Freese     | GRÜNE            | 16,5             | 12,0              |
| Siegfried Wittkopf  | BVB/FW           | 4,7              | 3,8               |
| Dirk Harder         | PIRATEN          | 0,7              | 0,6               |
| Gabriele Schare-Ruf | FDP              | 2,9              | 3,3               |
| –                   | ÖDP              | –                | 0,4               |
| –                   | Tierschutzpartei | –                | 2,2               |
| –                   | V-Partei³        | –                | 0,2               |
| Corvin Drößler      | Die PARTEI       | 1,3              | –                 |

## Landtagswahl 2014
Bei der Landtagswahl 2014 treten folgende Parteien und Personen als Direktkandidaten an:
| Direktkandidat    | Partei    | Erststimmen in % | Zweitstimmen in % |
| ----------------- | --------- | ---------------- | ----------------- |
| Ulrike Liedtke    | SPD       | 36,3             | 36,9              |
| Gerd Klier        | Die Linke | 21,6             | 17,4              |
| Michael Gayck     | CDU       | 20,5             | 21,7              |
| Clemens Rostock   | GRÜNE     | 5,1              | 6,0               |
| Martin Hesterberg | FDP       | 2,8              | 1,5               |
|                   | NPD       |                  | 2,3               |
| Jürgen Ackermann  | BVB/FW    | 2,9              | 1,5               |
|                   | REP       |                  | 0,1               |
|                   | DKP       |                  | 0,3               |
| Michael Nehls     | AfD       | 10,7             | 11,2              |
|                   | PIRATEN   |                  | 1,1               |

## Landtagswahl 2009
Die Landtagswahl 2009 hatte folgendes Ergebnis:
| Direktkandidat  | Partei              | Erststimmen in % | Zweitstimmen in % |
| --------------- | ------------------- | ---------------- | ----------------- |
| Manfred Richter | SPD                 | 27,6             | 36,8              |
| Gerd Klier      | LINKE               | 27,5             | 25,2              |
| Erich Kuhne     | CDU                 | 18,1             | 17,8              |
| —               | DVU                 | —                | 01,2              |
| Wolfgang Freese | GRÜNE               | 15,4             | 05,9              |
| Bert Groche     | FDP                 | 06,7             | 06,3              |
| —               | 50Plus              | —                | 00,4              |
| —               | DKP                 | —                | 00,2              |
| —               | REP                 | —                | 00,2              |
| —               | Die-Volksinitiative | —                | 00,5              |
| —               | NPD                 | —                | 02,1              |
| —               | RRP                 | —                | 00,6              |
| Sven Deter      | Freie Wähler        | 04,8             | 02,9              |

Besonders erwähnenswert ist, dass Manfred Richter (SPD) mit 8329 Stimmen gegenüber Gerd Klier (LINKE) mit 8292 Stimmen direkt in den Landtag gewählt wurde. Der Vorsprung betrug lediglich 37 Stimmen bzw. 0,1 %.

## Landtagswahl 2004
Die Landtagswahl 2004 hatte folgendes Ergebnis:
| Direktkandidat   | Partei          | Erststimmen in % | Zweitstimmen in % |
| ---------------- | --------------- | ---------------- | ----------------- |
| Wolfgang Klein   | SPD             | 19,2             | 35,2              |
| Erich Kuhne      | CDU             | 19,5             | 17,3              |
| Otto Theel       | PDS             | 44,1             | 27,7              |
| —                | DVU             | —                | 05,7              |
| Roland Vogt      | GRÜNE           | 05,5             | 04,2              |
| Bernd Pelzer     | FDP             | 05,2             | 03,4              |
| Klaus Nemitz     | AfW             | 03,0             | 00,7              |
| —                | AUB-Brandenburg | —                | 00,3              |
| —                | DKP             | —                | 00,1              |
| —                | GRAUE           | —                | 00,8              |
| —                | FAMILIE         | —                | 02,5              |
| —                | 50Plus          | —                | 00,7              |
| Lutz Meyer       | JA              | 01,8             | 00,6              |
| Carsten Blischke | Offensive D     | 01,7             | 00,4              |
| —                | BRB             | —                | 00,4              |